# کلوزاپین
کلوزاپین (به انگلیسی: Clozapine) که تحت نام تجاری کلوزاریل ساخت و پخش در سوئیس و صادرات به دیگر کشورها و نام‌ تجاری ایرانی کلوزاپکس ساخت شرکت تهران شیمی فروخته می‌شود، یک داروی ضد روان پریشی آتیپیک(ضد روانپریشی) است. این ماده عمدتاً برای درمان اسکیزوفرنی استفاده می‌شود که به دنبال استفاده از داروهای ضد روان‌ پریشی دیگر بهبود نمی‌یابد. مصرف این دارو در مبتلایان به اسکیزوفرنی و اختلال اسکیزوافکتیو  و اختلالات شخصیتی شدید می‌تواند باعث کاهش رفتارها و افکار خودکشی شود. این دارو نسبت به داروهای ضدروان‌پریشی تیپیکال به ویژه در افرادی که مقاوم به درمان هستند، موثرتر است.کلوزاپین ۶۷ درصد قدرت بیشتری نسبت به الانزاپین دارد.کلوزاپین به شدت خواب‌آور است و اثرات آرام‌بخش بسیار زیادی دارد. به همین دلیل توصیه می شود حداکثر میزان دوز روزانه در شب ها هنگام خواب مصرف شود احتمالا به دلیل مسدود کردن انواع ناقل عصبی مانند گیرنده اچ ۱ هیستامین این عوارض رخ می دهد. همچنین میزان ترشح بزاق دهان را با اثراتش بر ساقه مغز و غدد دستگاه گوارش انسان به میزان بسیاری زیاد می کند. این دو عارضه مذکور شیوع بیشتری(حدودا ۷ نفر از ۱۰ نفر) در میان مصرف کنندگان دارد.
```
این دارو از طریق خوراکی یا با 
تزریق عضلانی
 استفاده می‌شود. کلوزاپین همچنین برای کنترل افسردگی با ویژگی‌های روانپریشی نیز استفاده می‌شود.
[
۳
]
```

مصرف کلوزاپین با ریسک کاهش گلبول‌های سفید خون (اگرانولوسیتوز) همراه است که البته بسیار نادر است. وضعیتی که باعث سرکوب دستگاه ایمنی بدن می شود. برای کاهش این خطر، توصیه می‌شود که تعداد گلبول‌های سفید به‌طور منظم کنترل شود. سایر خطرات جدی اما نادر مصرف این دارو شامل سطح بالای قند خون، یبوست و در افراد مسن که دارای روان پریشی در نتیجه زوال عقل هستند، خطری برای مرگ وجود دارد. عوارض جانبی رایج شامل آرام‌بخشی، افزایش تولید بزاق، کاهش فشارخون، تاری دید و گیجی است. اختلال حرکتی بالقوه دائمی dyskinesia tardive در حدود ۵٪ از افراد رخ می‌دهد. مکانیسم عملکرد آن کاملاً مشخص نیست.
رده درمانی: داروهای ضد روان‌پریشی
اشکال دارویی: قرص، آمپول
کلوزاپین فاقد عوارض خارج هرمی می‌باشد.

## موارد مصرف
کلوزاپین یک داروی ضد سایکوز (ضد روان پریشی) است که برای درمان روان‌گسیختگی یا اسکیزوفرنی مورد استفاده قرار می‌گیرد. در سال ۱۹۷۱ این دارو به عنوان نخستین داروی ضد سایکوز غیر متعارف (آتیپیک) در اروپا معرفی شد ولی به دلیل بروز آگرانولوسیتوز agranulocytosis که منجر به مرگ چند بیمار گردید، توسط کارخانه سازنده از بازار مصرف خارج شد. در سال ۱۹۸۹ پس از آنکه پژوهش‌های تکمیلی قدرت اثربخشی بالای آنرا روی بیماران مبتلا به روان‌گسیختگی نشان دادند، اداره مواد غذائی و داروئی ایالات متحده آمریکا FDA مجدداً با مصرف آن، تنها در مواردی از روان‌گسیختگی که بیماران به سایر درما ن‌ها مقاومت نشان می‌دهند، موافقت نمود. FDA بررسی منظم خون (شمارش گلبول‌های سفید) بیمارانی که این دارو را مصرف می‌کنند ضروری می‌داند. در سال ۲۰۰۲ از سوی FDA اجازه مصرف این دارو برای کاهش خودکشی در بیماران مبتلا به روان‌گسیختگی صادر گردید. غالباً بیمارانی که کلوزاپین مصرف می‌کنند در شش ماه نخست، هر هفته از نظر بیماری‌های خونی کنترل می‌شوند. اگر هیچ عارضه‌ای در این مدت مشاهده نشود، معمولاً این کنترل در شش‌ماهه دوم هر دو هفته و سپس هر ماه انجام می‌گردد.
در یک مطالعه ۲۰۱۳ در مقایسه با ۱۵ داروی ضد روان پریشی در اثربخشی در درمان علائم اسکیزوفرنی، کلوزاپین در رتبه اول قرار گرفت و اثربخشی بسیار بالایی را نشان داد. ۲۵٪ مؤثرتر از آمی سولفید (۲)، ۳۳٪ مؤثرتر از الانزاپین (۳) و دو برابر بیشتر از هالوپریدول، کوئیتاپین و آریپیپرازول مؤثر هستند. کلوزاپین برای درمان علائم بی خوابی مبتلایان به اسکیزوفرنی اثربخش است .
اما اثر کلوزاپین (حداقل در کوتاه مدت) در اقدامات عملکرد کلی مانند توانایی ترک بیمارستان و حفظ شغل منعکس نشده‌است. میزان عود کمتر است و پذیرش بیمار بهتر است. شواهدی وجود دارد که کلوزاپین ممکن است میل به سوء مصرف مواد را در بیماران اسکیزوفرنی کاهش دهد.
ممکن است در افراد مبتلا به اسکیزوفرنی و پارکینسون بهتر از سایر داروهای ضد روانپزشکی باشد.
این دارو هم بروی نشانه‌های مثبت روان‌گسیختگی positive symptoms(مانند هذیان و توهم) و هم بروی نشانه‌های منفی آن negative symptoms (مانند گریختن از اجتماع و رفتارهای اجتماعی) اثردرمانی قابل توجهی دارد.
- درمان اسکیزوفرنی مقاوم به درمان

در بیمارانی که به سایر داروهای ضد سایکوز متعارف (حداقل دو دارو) مقاومت نشان می‌دهند.
- کاهش احتمال خودکشی در بیماران اسکیزوفرنی که شدیداً در خطر اقدام به خودکشی قرار دارند.
- سایر موارد مصرف (تأیید نشده)
  - -درمان بیماران مبتلا به مانیا (شیدایی)که مقاوم به سایردرمان‌های متعارفند،
  - -درمان بیماران مبتلا به اختلال شخصیت اسکیزویید و اسکیزوتایپال.

## مکانیسم اثر
- کلوزاپین روی گیرنده‌های دوپامینی (خصوصاً D۴) و سروتونرژیکی اثر می‌کند. این دارو همچنین اثر مهاری بروی گیرنده‌های آدرنرژیک، کولینرژیک و هیستامینی از خود نشان می‌دهد.

## موارد منع مصرف
کلوزاپین در بیماران مبتلا به تشنج کنترل نشده، بیماران مبتلا به بیماری‌های خونی میلو پرولیفراتیو و آگرانولوسیتوز ایجاد شده در اثر مصرف قبلی دارو، منع مصرف مطلق دارد. موارد دیگری با منع مصرف نسبی، مانند اختلال کبدی و اختلالات قبلی دستگاه قلبی و عروقی وجود دارند.

## عوارض جانبی
آگرانولوسیتوز، اختلالات قلبی مانند میوکاردیت و کاردیو میوپاتی، کاهش تحرک دستگاه گوارش همراه با یبوست شدید، عوارض عصبی، افزایش وزن و دیابت
-کلوزاپین خواب‌آور شدید بوده، و به طرز قابل توجهی cns را غیرفعال می‌کند، لذا ممکن است در طول روز باعث
گیجی شود، و در طول شب خواب را بسیار سنگین می‌کند، و فرد را تا مرز بیهوشی می‌برد.
کلوزاپین ممکن است عوارض جانبی ایجاد کند که برخی از آنها جدی و بالقوه کشنده است. عوارض جانبی شایع شامل یبوست، شب ادراری، آبریزش از دهان شبانه، سفتی عضلات، خواب آلودگی، لرزش، افت فشار خون وضعیتی، هیپرگلیسمی و افزایش وزن. خطر ابتلا به علائم اکستراپیرامیدال، مانند دیسکینزیای tardive، کمتر از داروهای ضد روانپزشکی معمولی است. این ممکن است به دلیل اثرات آنتی کولینرژیک کلوزاپین باشد. علائم خارج هرمی یا اکستراپیرامیدال ممکن است بعد از اینکه فرد از داروهای ضد روانپریشی دیگر به کلوزاپین تغییر مکان داد، تا حدودی فروکش کند.
کلوزاپین دارای پنج هشدار جعبه سیاه است که شامل هشدارهای مربوط به آگرانولوسیتوز، دپرسانت سیستم عصبی مرکزی، لکوپنی، نوتروپنی، اختلال تشنج، سرکوب مغز استخوان، زوال عقل، افت فشار خون، میوکاردیت، افت فشار خون اورتوستاتیک (با یا بدون سنکوپ) و تشنج می‌باشد. کاهش آستانه تشنج ممکن است مربوط به دوز باشد و تیتراسیون اولیه آهسته با دوز ممکن است خطر بروز تشنج را کاهش دهد. تیتراسیون آهسته دوز همچنین ممکن است خطر افت فشارخون ارتوستاتیک و سایر عوارض جانبی قلبی عروقی را کاهش دهد.
بسیاری از مردان در هنگام ارگاسم به عنوان یک عارضه کلوزاپین، انزال را تجربه کرده‌اند، هرچند که این موضوع در راهنماهای رسمی دارویی ثبت نشده‌است.

### آگرانولوسیتوز
کلوزاپین یک هشدار جعبه سیاه برای آگرانولوسیتوز ناشی از دارو دارد. بدون نظارت، آگرانولوسیتوز در حدود ۱٪ افرادی که کلوزاپین را طی چند ماه اول درمان مصرف می‌کنند رخ می‌دهد. خطر ابتلا به آن در حدود ۳ ماه پس از درمان است و پس از گذشت یک سال، به میزان قابل توجهی پس از آن کاهش می‌یابد.
آگرانولوسیتوز ناشی از کلوزاپین می‌تواند گذرا باشد.

### سمیت قلبی
میوکاردیت یک عارضه جانبی جانبی کلوزاپین است که معمولاً در اولین ماه از شروع آن بروز می‌کند. اولین علائم بیماری تب است که ممکن است با علائم مرتبط با دستگاه تنفسی فوقانی، عفونت دستگاه گوارش یا مجاری ادراری همراه باشد. به‌طور معمول پروتئین واکنشی C (CRP) با شروع تب افزایش می‌یابد و در آنزیم قلبی، تروپونین، تا ۵ روز بعد افزایش می‌یابد. گایدلاین‌های مانیتورینگ توصیه می‌کند چک CRP و تروپونین را در ابتدا و سپس هر هفته برای ۴ هفته اول پس از شروع کلوزاپین و زیرنظر گرفتن بیمار از نظر علائم ونشانه‌های بیماری بررسی کنید. علائم نارسایی قلبی کمتر دیده می‌شود و ممکن است با افزایش تروپونین ایجاد شود. یک مطالعه مورد شاهدی اخیر نشان داد که خطر افزایش میوکاردیت ناشی از کلوزاپین با افزایش سرعت تیتراسیون دوز کلوزاپین، افزایش سن و همزمان والپروات سدیم افزایش می‌یابد.

### کاهش حرکت دستگاه گوارش
یکی دیگر از طیف عوارض جانبی ناشناخته و خطرناک برای زندگی، کمبود تحرک دستگاه گوارش است که ممکن است به صورت یبوست شدید، انقباض مدفوع، ایلئوس، انسداد روده، مگاکولون حاد، ایسکمی یا نکروز بروز کند. کمبود تحرک کولون در ۸۰٪ افرادی که کلوزاپین تجویز می‌کنند وقتی عملکرد دستگاه گوارش بطور عینی با استفاده از نشانگرهای رادیوپلاسک اندازه‌گیری می‌شود، رخ می‌دهد. کم‌تحرکی دستگاه گوارش ناشی از کلوزاپین در حال حاضر میزان مرگ و میر بالاتری نسبت به عوارض جانبی شناخته شده آگرانولوسیتوز دارد. بررسی کوکران (Cochrane Reviewe) شواهد کمی را برای کمک به راهنمایی تصمیمات در مورد بهترین درمان کم‌کاری دستگاه گوارش ناشی از کلوزاپین و سایر داروهای ضد روانگردان یافت. نشان داده شده‌است که نظارت بر عملکرد روده و استفاده مقدماتی از مسهل‌ها برای کلیه افراد تحت درمان با کلوزاپین باعث بهبود زمان انتقال کولون و کاهش عواقب جدی می‌شود.

### افزایش بزاق دهان
تولید بیش از حد بزاق یکی از رایج‌ترین عوارض کلوزاپین (۳۰–۸۰٪) است. تولید بزاق به خصوص در شب و اولین چیزی که در صبح زیاد است، آزار دهنده است. در حالی که کلوزاپین یک آنتاگونیست موسکارینی در گیرنده‌های M1، M2، M3 و M5 است، کلوزاپین یک آگونیست کامل در زیر مجموعه M4 است. از آنجا که M4 در غده بزاقی بسیار بیان شده‌است، فعالیت آگونیست M4 آن مسئول افزایش بزاق است. افزایش بزاق ناشی از کلوزاپین به احتمال زیاد یک پدیده مرتبط با دوز است و با شروع دارو، بدتر می‌شود. علاوه بر کاهش دوز یا کاهش تیتراسیون دوز اولیه، سایر مداخلات که فوایدی را نشان داده‌اند شامل داروهای آنتی کولینرژیک جذب شده به صورت سیستمیک مانند دیفن هیدرامین و داروهای آنتی کولینرژیک موضعی مانند ipratropium bromide. کاهش بزاق ممکن است با خوابیدن حوله بر روی بالش در شب مدیریت شود.

### عوارض جانبی CNS
شامل خواب آلودگی، سرگیجه، سردرد، لرزش، سنکوپ، اختلالات خواب، کابوس، بی‌قراری، آکینزیا، اضطراب، تشنج، سفتی، آکاتیزیا، گیجی، خستگی، بی خوابی، هایپرکینزیا، ضعف، بی حالی، آتاکسی، گفتار نامفهوم، افسردگی، پرش‌های میوکلونیک، و اضطراب. هذیان، توهم، هذیان، فراموشی، میل جنسی افزایش یا کاهش، پارانویا و تحریک پذیری، غیرطبیعی EEG، بدتر شدن روان پریشی، پارستزی، صرع، و علائم وسواسی جبری به ندرت دیده می‌شود. کلوزاپین مشابه سایر داروهای ضد روانپزشکی به ندرت باعث سندرم بدخیم عصبی می‌شود.

### بی‌اختیاری ادرار
کلوزاپین با بی‌اختیاری ادرار ارتباط دارد، اگرچه ظاهراً ممکن است کمتر شناخته شود.

### علایم ترک
ترک ناگهانی ممکن است منجر به اثرات برگشتی کولینرژیک، اختلالات حرکات شدید و همچنین باعث بازگشت شدید علایم سایکوتیک می‌شود. توصیه شده‌است که بیماران، خانواده‌ها و مراقبان از علائم و خطرات ناشی از ترک ناگهانی کلوزاپین آگاه شوند. هنگام قطع کلوزاپین، کاهش تدریجی دوز برای کاهش شدت اثرات ترک توصیه می‌شود.

### افزایش وزن و دیابت
علاوه بر هایپرگلیسمی، افزایش قابل توجه وزن اغلب در بیماران تحت درمان با کلوزاپین مشاهده می‌شود. نشان داده شده‌است که اختلال در متابولیسم گلوکز و چاقی عوامل مؤثر در سندرم متابولیک بوده و خطر بیماری‌های قلبی و عروقی را افزایش می‌دهد. داده‌ها حاکی از آن است که کلوزاپین نسبت به برخی دیگر از داروهای ضد روان پریشی غیر آتیپیک احتمالاً بیشتر باعث ایجاد عوارض متابولیکی می‌شود. یک مطالعه نشان داده‌است که الانزاپین و کلوزاپین باارجحیت اینکه بدن انرژی خود را از چربی (به جای کربوهیدرات‌ها)، بدست می‌آورد، در متابولیسم اختلال ایجاد می‌کند. سطحکربوهیدراتهای باقیمانده بالا است، با ایجادمقاومت به انسولین (باعث دیابت) می‌شود.

### تداخلات
فلووکسامین متابولیسم کلوزاپین را مهار می‌کند و باعث افزایش معنی دار سطح کلوزاپین در خون می‌شود.
هنگامی که کاربامازپین همزمان با کلوزاپین مورد استفاده قرار می‌گیرد، نشان داده شده‌است که کلوزاپین را در سطح پلاسما کاهش می‌دهد و در نتیجه اثرات سودمند کلوزاپین را کاهش می‌دهد. اگر کاربامازپین قطع شود یا دوز کاربامازپین کاهش یابد، باید اثرات درمانی کلوزاپین کنترل شود. در این مطالعه، کاربامازپین توصیه می‌شود که به دلیل افزایش خطر آگرانولوسیتوز ، همزمان با کلوزاپین مصرف نشود.
گزارش‌های منتشر شده حاکی است که استفاده از بنزودیازپین‌ها و کلوزاپین به‌طور هم‌زمان می‌تواند منجر به واکنش شدید جانبی مانند ایست تنفسی، ایست قلبی و مرگ ناگهانی شود.
سیپروفلوکساسین مهار کننده CYP1A2 است و کلوزاپین یک بستر اصلی CYP1A2 است. مطالعه تصادفی شده از افزایش غلظت کلوزاپین در افراد اسکیزوفرنی همزمان با مصرف سیپروفلوکساسین گزارش داد. بنابراین، اطلاعات تجویز کلوزاپین توصیه می‌کند «کاهش دوز کلوزاپین توسط یک سوم دوز اصلی» هنگامی که سیپروفلوکساسین و سایر مهار کننده‌های CYP1A2 به درمان اضافه می‌شوند، اما پس از حذف سیپروفلوکساسین از درمان، توصیه می‌شود کلوزاپین را به دوز اصلی برگردانید. .

## نگارخانه
- کلوزاپین ۲۵ میلی گرم ساخت شرکت سبحان دارو ایران که نسبت به مارک های دیگر ایرانی از کیفیت بالا و عوارض جانبی کمتری برخوردار است.

- کلوزاپین ۱۰۰ میلی گرم سبحان دارو.

- کلوزاپکس ۲۵ م‌گ.

- کلوزاپین ۱۰۰ میلی گرم،تصویر گرفته شده توسط سازمان غذا و داروی ایران.

- کلوزاپین غیرایرانی برند کاتدیکس ۵۰ میلی گرم.